# Myotis ciliolabrum
Myotis ciliolabrum is een zoogdier uit de familie van de gladneuzen (Vespertilionidae). De wetenschappelijke naam van de soort werd voor het eerst geldig gepubliceerd door Merriam in 1886.

## Voorkomen
De soort komt voor in Canada en de Verenigde Staten.